# Lebbeus lagunae
Lebbeus lagunae är en kräftdjursart som först beskrevs av Schmitt 1921.  Lebbeus lagunae ingår i släktet Lebbeus och familjen Hippolytidae. Inga underarter finns listade i Catalogue of Life.